# Elachista chrysodesmella
Elachista chrysodesmella — вид лускокрилих комах родини злакових молей-мінерів (Elachistidae).

## Поширення
Вид поширений в Європі. Присутній у фауні України.

## Опис
Розмах крил 7-8 мм. Личинки блідо-жовті.

## Спосіб життя
Імаго літають з травня по червень і знову з липня по серпень. Личинки живляться листям куцоніжки пірчастої, куцоніжки лісової, осоки низької, осоки гірської, грястиці збірної, медової трави і тонконога звичайного. Вони мінують листя рослини-господаря. Шахта починається вузьким висхідним коридором, що починається з центру листка. Пізніше напрямок змінюється, і шахта розширюється. Екскременти осідають у верхній частині шахти. Заляльковування відбувається поза шахтою.